# Jure Košir
Jure Košir (Jesenice, 24 aprile 1972) è un ex sciatore alpino sloveno specialista delle prove tecniche, vincitore di una medaglia olimpica e di tre gare di Coppa del Mondo e portabandiera della Slovenia durante la cerimonia di apertura dei XVII Giochi olimpici invernali di Lillehammer 1994.
Agli inizi della carriera, prima della dissoluzione della Jugoslavia (1991), gareggiò per la nazionale jugoslava.

## Biografia

### Stagioni 1988-1992
Originario di Mojstrana di Kranjska Gora, debuttò in campo internazionale ai Mondiali juniores di Madonna di Campiglio 1988; tre anni dopo, nella rassegna iridata giovanile di Geilo/Hemsedal 1991, ottenne il primo successo internazionale vincendo la medaglia d'oro nel supergigante. Successivamente si dedicò prevalentemente alle specialità tecniche, slalom gigante e slalom speciale, che lo portarono a rivaleggiare con l'amico Alberto Tomba.
Ottenne il primo piazzamento di rilievo in Coppa del Mondo nello slalom speciale di Park City del 24 novembre 1991, chiudendo al 26º posto. Nella stessa stagione esordì ai Giochi olimpici invernali: ad Albertville 1992 si classificò 29º nel supergigante, 22º nello slalom gigante, 19º nello slalom speciale e 13º nella combinata.

### Stagioni 1993-1998
Il 17 gennaio 1993 colse a Lech il suo primo podio in Coppa del Mondo: 2º in slalom speciale. I primi grandi risultati della carriera arrivarono nella stagione 1993-1994, quando ottenne la prima vittoria in Coppa del Mondo di un atleta della nazionale slovena, il 20 dicembre 1993 sulla 3-Tre di Madonna di Campiglio, ancora in slalom speciale. In seguito partecipò ai XVII Giochi olimpici invernali di Lillehammer 1994; dopo essere stato portabandiera della Slovenia durante la cerimonia di apertura, vinse la medaglia di bronzo nello slalom speciale e si classificò 23º nello slalom gigante e 10º nella combinata. A fine stagione risultò 3º nella classifica della Coppa del Mondo di slalom speciale.
Anche la stagione 1994-1995 fu condotta da Košir ad alto livello: non riuscì a battere Tomba, ma ottenne comunque tre importanti piazzamenti nelle classifiche di Coppa del Mondo: 2º in quella di slalom gigante, a 95 punti da Tomba, e 3º sia in quella di slalom speciale, sia in quella generale. Sierra Nevada 1996 fu la sua prima presenza iridata: fu 8º nello slalom gigante e non concluse lo slalom speciale. L'anno dopo, nella rassegna iridata di Sestriere, nello slalom speciale fu 12º, mentre non completò la prima manche dello slalom gigante. Ai XVIII Giochi olimpici invernali di Nagano 1998 si classificò 5º nello slalom gigante e non concluse lo slalom speciale.

### Stagioni 1999-2006
Nella stagione 1998-1999 la sua carriera raggiunse un nuovo picco, con la vittoria in due slalom speciali di Coppa del Mondo: il 6 gennaio sulla pista di casa di Kranjska Gora e il 24 gennaio sulla Ganslern di Kitzbühel (suo ultimo successo in carriera); concluse la stagione al 2º posto nella Coppa del Mondo di slalom speciale, staccato di 151 punti da Thomas Stangassinger, e partecipò anche ai Mondiali di Vail/Beaver Creek, classificandosi 19º nello slalom gigante e 10º nello slalom speciale. Conquistò il suo ultimo podio in Coppa del Mondo il 18 febbraio 2001 a Shigakōgen (3º in slalom speciale) e ai Mondiali di Sankt Anton am Arlberg 2001 nella stessa specialità fu 8º.
Negli ultimi anni della sua carriera prese ancora parte a una rassegna olimpica, Salt Lake City 2002 (8º nello slalom speciale, non concluse lo slalom gigante), e a una iridata, Bormio/Santa Caterina Valfurva 2006 (non completò la prima manche dello slalom speciale). La sua ultima gara in Coppa del Mondo fu lo slalom speciale di Schladming del 24 gennaio 2006, mentre fu per l'ultima volta al cancelletto di partenza in carriera in occasione dello slalom speciale di Coppa Europa disputato a Madesimo il 22 febbraio successivo; in entrambe le occasioni non completò le prove. Si ritirò al termine di quella stessa stagione 2005-2006.

## Palmarès

Jure Košir, Alberto Tomba e Harald Christian Strand Nilsen a Bormio nel 1995, sul podio della classifica di slalom gigante della Coppa del Mondo 1994-1995

### Olimpiadi
- 1 medaglia:
  - 1 bronzo (slalom speciale a Lillehammer 1994)

### Mondiali juniores
- 1 medaglia:
  - 1 oro (supergigante a Geilo/Hemsedal 1991)

### Coppa del Mondo
- Miglior piazzamento in classifica generale: 3º nel 1995
- 20 podi:
  - 3 vittorie
  - 7 secondi posti
  - 10 terzi posti

#### Coppa del Mondo - vittorie
| Data             | Località             | Paese    | Specialità |
| ---------------- | -------------------- | -------- | ---------- |
| 20 dicembre 1993 | Madonna di Campiglio | Italia   | SL         |
| 6 gennaio 1999   | Kranjska Gora        | Slovenia | SL         |
| 24 gennaio 1999  | Kitzbühel            | Austria  | SL         |

Legenda:

SL = slalom speciale

### Coppa Europa
- 3 podi (dati parziali, dalla stagione 1994-1995):
  - 2 secondi posti
  - 1 terzo posto

### Nor-Am Cup
- 1 podio (dati parziali, dalla stagione 1994-1995):
  - 1 secondo posto

### South American Cup
- Miglior piazzamento in classifica generale: 30º nel 2006
- 2 podi (dati parziali, dalla stagione 1994-1995):
  - 1 vittoria
  - 1 terzo posto

#### South American Cup - vittorie
| Data           | Località       | Paese     | Specialità |
| -------------- | -------------- | --------- | ---------- |
| 13 agosto 2005 | Cerro Catedral | Argentina | SL         |

Legenda:

SL = slalom speciale

### Campionati sloveni
- 19 medaglie (dati parziali fino alla stagione 1994-1995)[2]:
  - 16 ori (supergigante, slalom speciale, combinata nel 1991; supergigante nel 1992; supergigante nel 1993; slalom speciale nel 1994; supergigante, slalom gigante, slalom speciale nel 1995; slalom gigante, slalom speciale nel 1997; slalom gigante nel 1998; slalom gigante, slalom speciale nel 1999; slalom speciale nel 2001; slalom speciale nel 2005)
  - 3 argenti (slalom speciale nel 1996; slalom gigante nel 2002; slalom speciale nel 2004)